# Jochen Mass

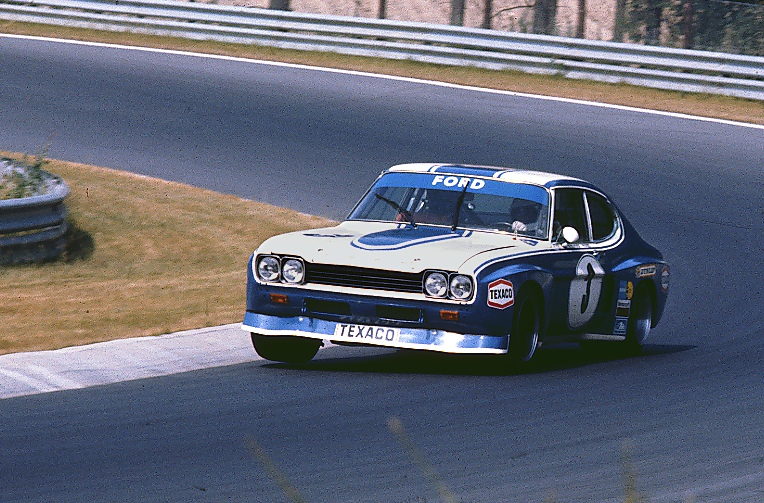
Jochen Mass im Ford Capri RS 2600 LW beim 6-Stunden-Rennen auf dem Nürburgring 1973

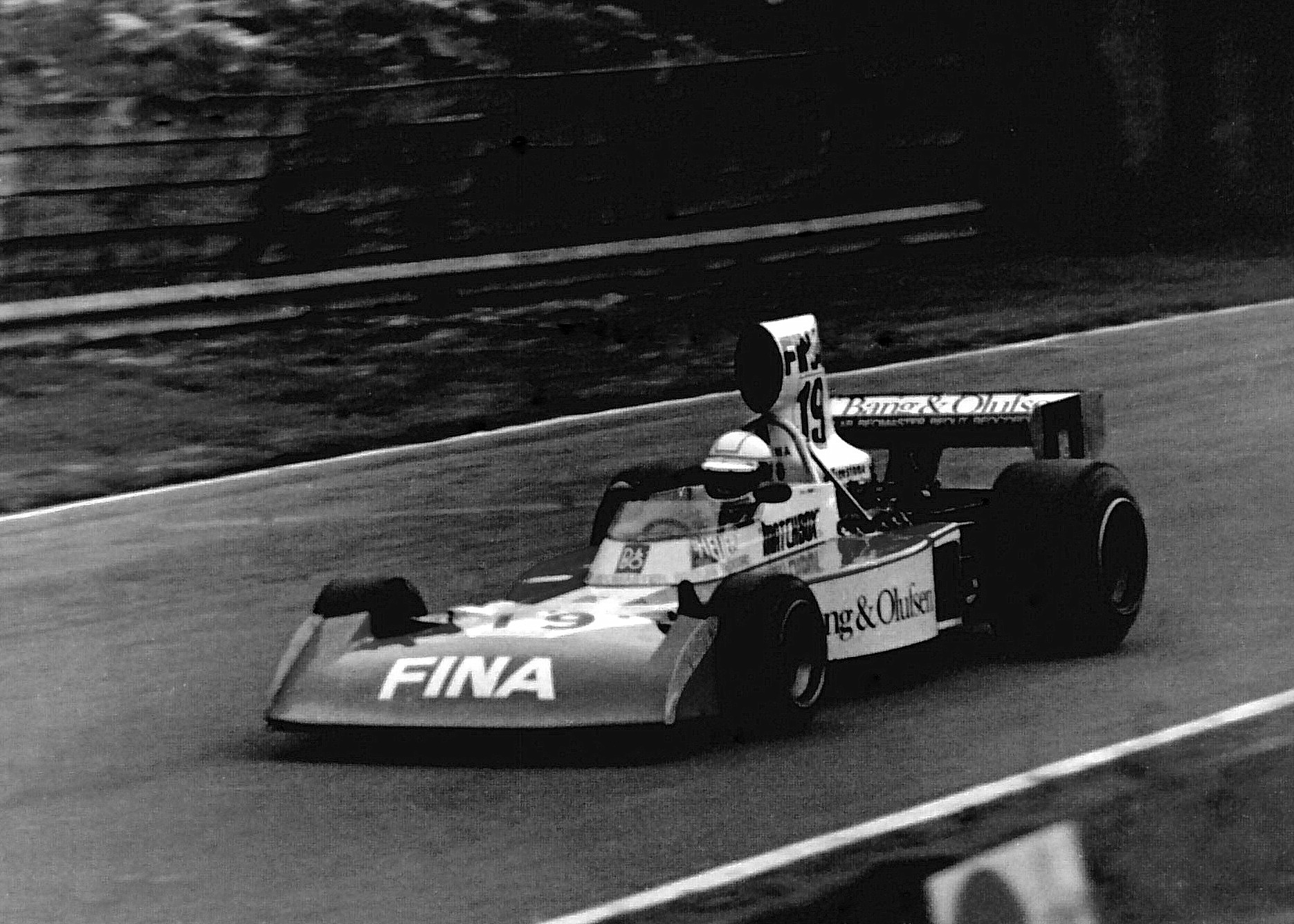
Jochen Mass im Surtees TS16 beim Großen Preis von Großbritannien 1974

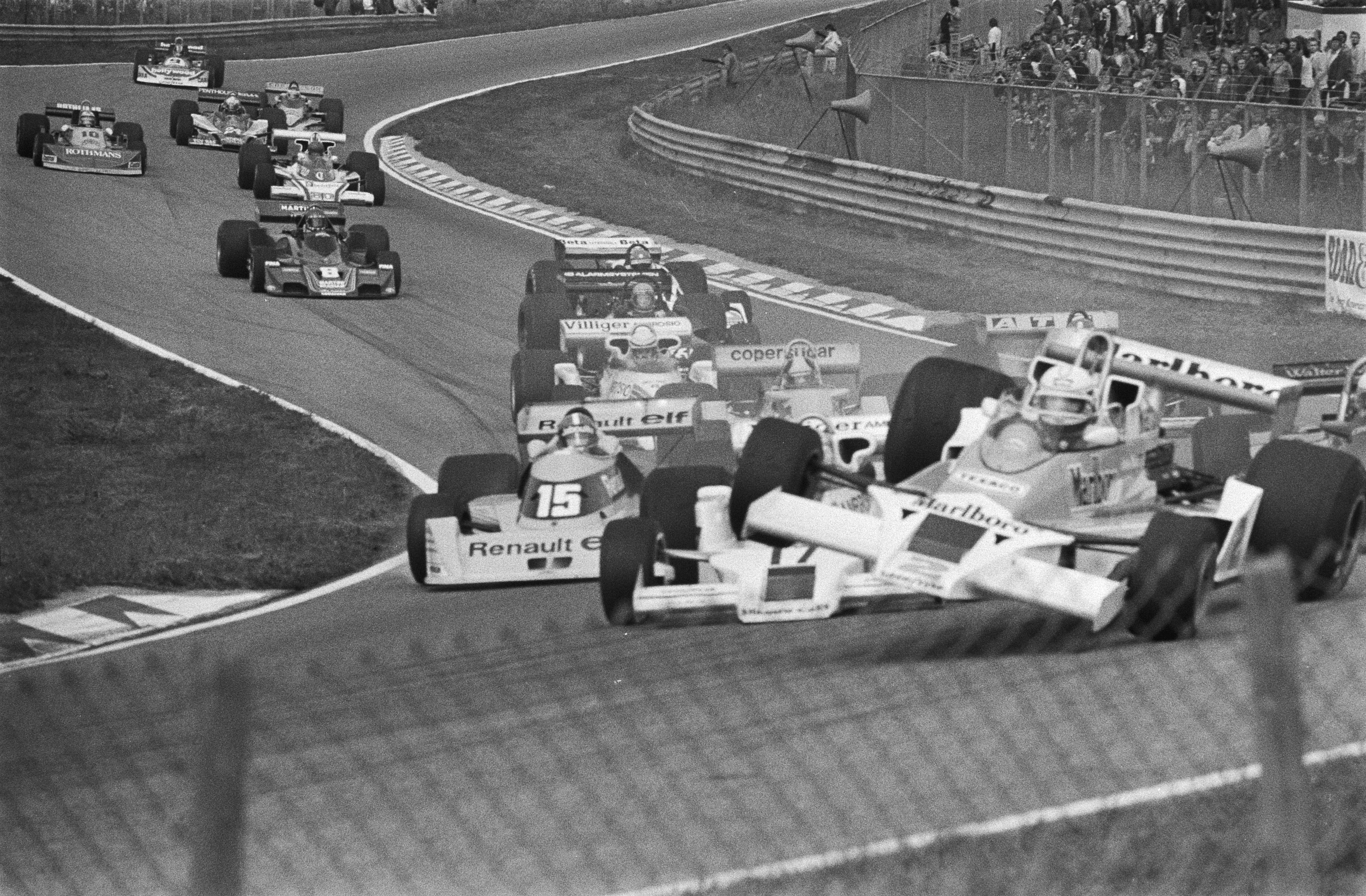
Der Unfall von Alan Jones und Jochen Mass beim Großen Preis der Niederlande 1977

Hans Joachim Richard „Jochen“ Mass (* 30. September 1946 in Dorfen; † 4. Mai 2025 in Cannes, Frankreich) war ein deutscher Automobilrennfahrer. Seine aktive Laufbahn führte vom Tourenwagensport über die Formel 1 bis zu Langstreckenrennen.

## Karriere

### Anfänge im Motorsport
Jochen Mass war einige Jahre zur See gefahren, bevor in den späten 1960er Jahren seine Motorsportkarriere begann. Er fuhr zunächst in der Deutschen Rundstrecken-Meisterschaft, die er 1971 auf einem Ford Capri als Gesamtsieger beendete. Zugleich fuhr er in der Formel V für das „WRD Racing Team“ mit einem Kaimann-Rennwagen. 1971 wurde er im Europapokal der Formal V Zweiter hinter Erich Breinsberg.
Nach weiteren Erfolgen mit Ford-Tourenwagen in der Deutschen Rennsportmeisterschaft der frühen 1970er Jahre wechselte Mass 1972 in die Formel 2. 1973 wurde er in dieser Kategorie auf einem Surtees TS15 Vize-Europameister hinter dem Franzosen Jean-Pierre Jarier. Mit zwei Siegen am Kinnekulle Ring in Schweden und auf dem Hockenheimring und drei zweiten Plätzen zeigte er seinem Teamchef John Surtees, dass er die Voraussetzungen für die Formel 1 mitbrachte.

### Formel 1

#### Debüt in Silverstone
Noch im selben Jahr debütierte Mass in Silverstone beim Großen Preis von Großbritannien auf einem Surtees-Ford in der Formel 1. Bereits in der ersten Runde kam für ihn – wie für viele seiner Kollegen – nach einer Massenkollision das Aus. In seinem zweiten Rennen beim Großen Preis von Deutschland auf dem Nürburgring wurde Mass nach einem soliden Rennen von Startplatz 15 Siebter. In den USA kam er zu seinem dritten Grand Prix, fiel jedoch erneut aus.
1974 bekam Mass einen Stammplatz im Surtees-Team und bildete zusammen mit dem Brasilianer Carlos Pace die Fahrerpaarung. Die Saison verlief jedoch weitgehend enttäuschend für den aufstrebenden Rennfahrer. Nachdem Pace mitten in der Saison zum Brabham-Team gewechselt war, kam es auch zwischen Mass und Teamchef John Surtees bald zum Zerwürfnis. Mass wechselte zu McLaren, wo er die beiden letzten Grands Prix der Saison 1974 bestritt. Er blieb dabei ohne WM-Punkte, überzeugte aber McLaren-Teamchef Teddy Mayer mit einer bemerkenswerten Aufholjagd beim Grand Prix der USA, wo er von Startplatz 20 noch Siebter wurde, von seinen Fähigkeiten.

#### Sieg auf dem Montjuïc in Barcelona
In den Jahren 1975 bis 1977 gehörte Mass bei McLaren zum Stammpersonal. Dabei stand er jedoch stets im Schatten seiner Teamkollegen, der beiden Weltmeister Emerson Fittipaldi (1972 und 1974) und James Hunt (1976). Insgesamt elf Siegen der beiden Ausnahmekönner konnte Mass lediglich einen einzigen Triumph entgegensetzen. Den erreichte er am 27. April 1975 unter widrigen Sicherheitsvorkehrungen auf dem als gefährlich geltenden Stadtkurs von Montjuïc in Barcelona, wo der Große Preis von Spanien ausgetragen wurde. Rolf Stommelen lag nach 25 Runden und vielen Ausfällen in seinem Hill-Ford in Führung, als der Heckflügel seines Wagens brach. Der unvermeidbare Unfall kostete einen Zuschauer, zwei Journalisten und einen Feuerwehrmann das Leben, Stommelen selbst wurde schwer verletzt. Mass’ Teamkollege Fittipaldi, der amtierende Weltmeister, hatte aus Protest gegen die schlechten Sicherheitsvorkehrungen wie mangelhaft befestigte oder fehlende Leitplanken nur die Pflichtrunden im Training absolviert und war nach der ersten Runde ausgestiegen. Vorher hatte das Franco-Regime damit gedroht, die Rennwagen im als Fahrerlager dienenden, späteren Olympiastadion zu beschlagnahmen, falls das Rennen bestreikt würde. Als Folge fand auf dem Kurs nie wieder ein Grand-Prix-Rennen statt. Mass erhielt für seinen Erfolg, den er wegen der Umstände nicht als solchen verstehen wollte, nach dem (erstmalig angewandten) Reglement nur die halbe Punktzahl, da bei Abbruch zwar mehr als 30 %, aber weniger als 60 % der Renndistanz absolviert war.

#### Tod von Gilles Villeneuve
Nachdem Mass seine Chance in einem Topteam wie McLaren nicht genutzt hatte, musste er sich für 1978 nach Alternativen umsehen. Er heuerte zunächst beim neu gegründeten ATS-Team des deutschen Felgenherstellers Günter Schmid an und wechselte anschließend zu Arrows, wo er von 1979 bis 1980 blieb. Nach einem Jahr Auszeit von der Formel 1 kehrte Mass 1982 mit dem Team RAM Racing, das offiziell unter dem Namen March Grand Prix antrat, noch einmal zurück. In neun Rennen für den unterfinanzierten Rennstall war ein siebter Platz seine beste Platzierung.
Größere Aufmerksamkeit bekam Mass durch eine Kollision mit dem Kanadier Gilles Villeneuve im Training zum Großen Preis von Belgien in Zolder, in deren Folge Villeneuve starb. Auslöser des Unfalls war ein Missverständnis zwischen den beiden Fahrern. Mass befand sich auf einer Auslaufrunde, während Villeneuve auf Zeitenjagd war und schnell an Mass vorbei wollte. Dabei deutete er Mass’ Verhalten falsch und fuhr auf dessen March auf, wobei sein Ferrari in die Luft katapultiert wurde. Villeneuve wurde dabei mitsamt seinem Sitz aus dem Wagen in die Fangzäune geschleudert und erlag wenig später im Krankenhaus seinen Verletzungen.
Insgesamt bestritt Mass in seiner Formel-1-Karriere 105 Grands Prix und erzielte dabei 71 Weltmeisterschaftspunkte. Er war damit bis zur Ära Michael Schumacher neben Wolfgang von Trips der erfolgreichste deutsche Formel-1-Pilot.

### Erfolge nach der Formel-1-Zeit

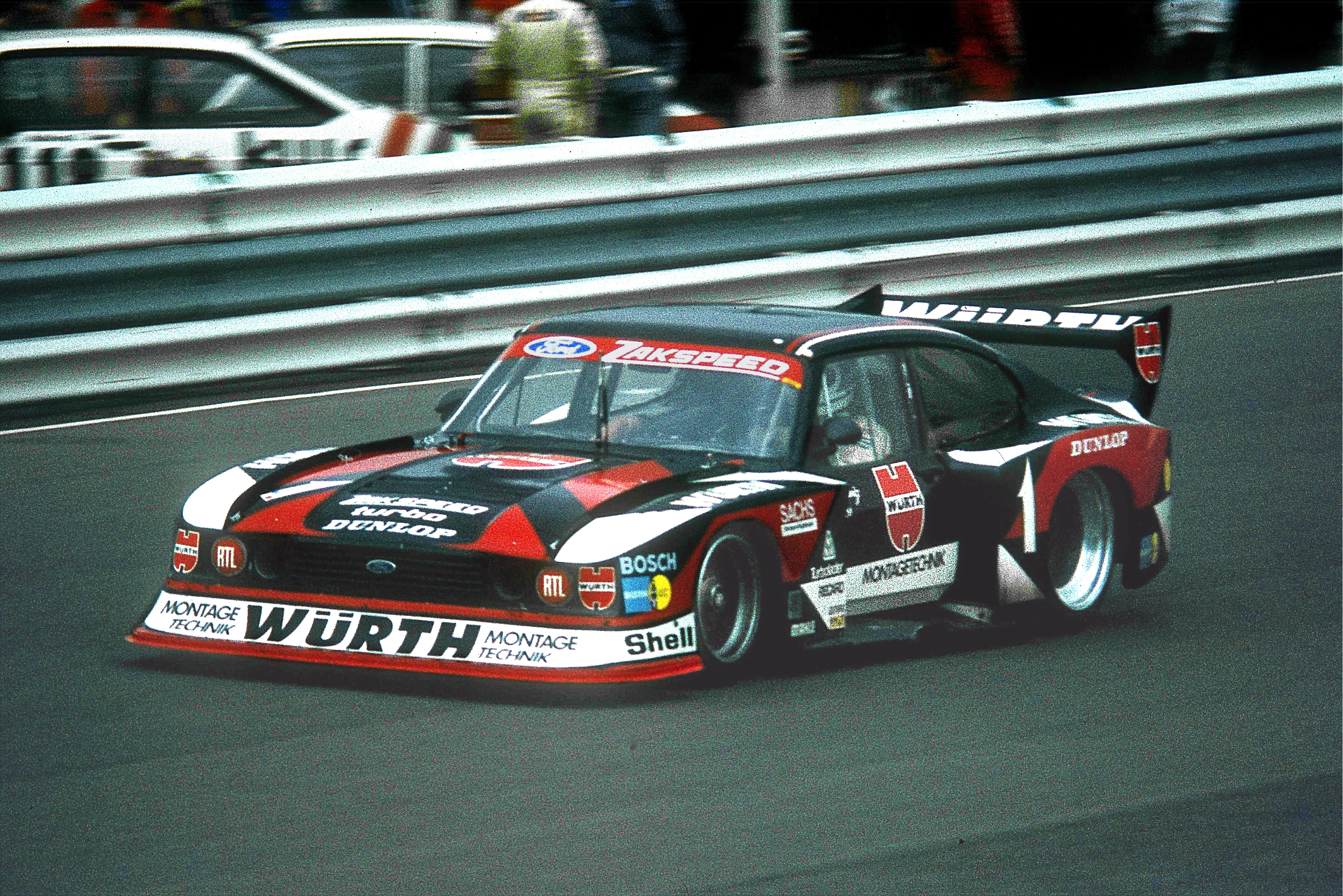
Jochen Mass im Ford Capri beim Training zum 1000-km-Rennen 1980 auf der Start-und-Ziel-Geraden des Nürburgrings

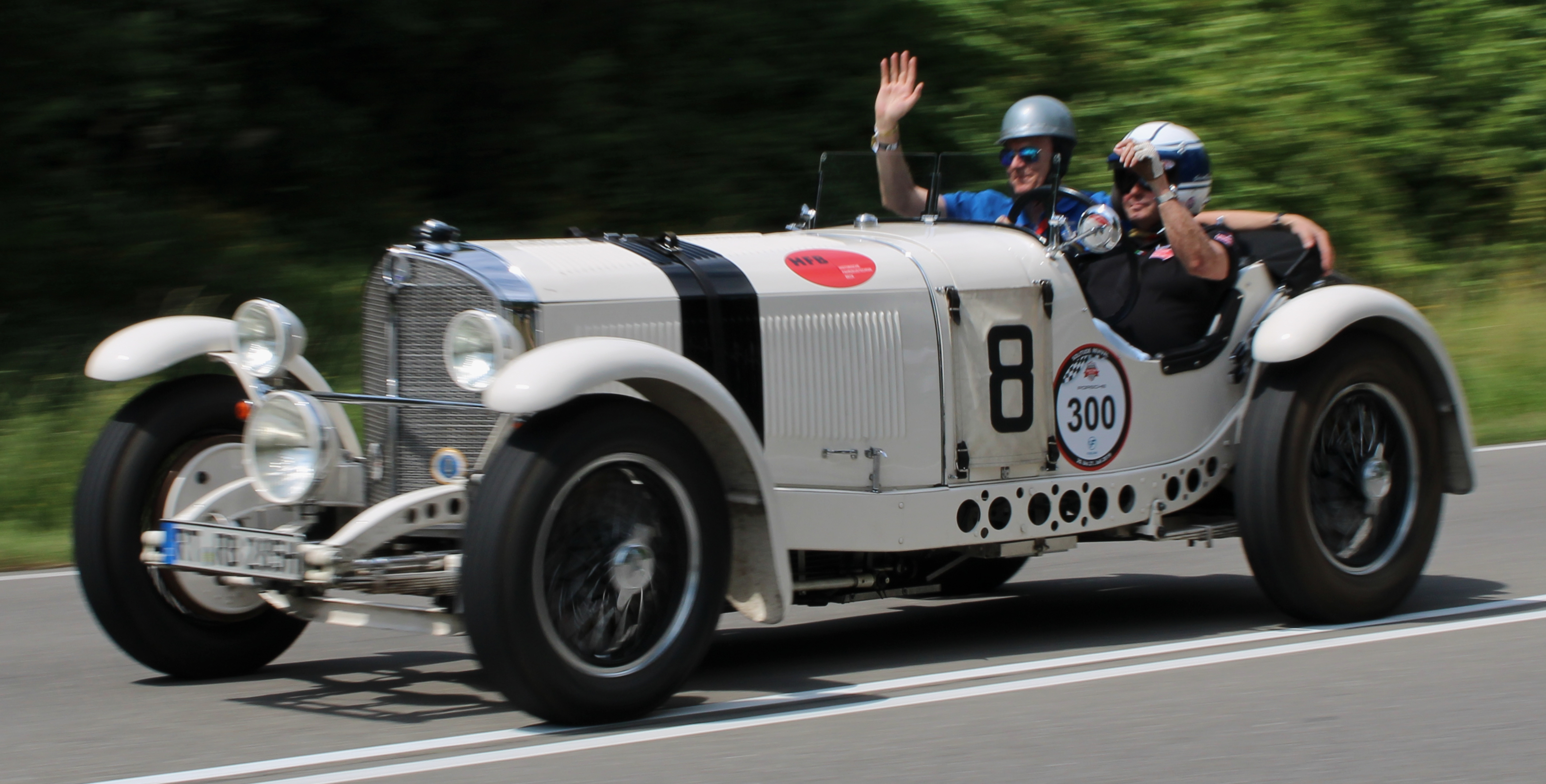
Jochen Mass am Steuer eines Mercedes-Benz SSKL während des Solitude Revivals 2019

In den 1980er Jahren fuhr Mass Sportwagen von Porsche und Sauber-Mercedes. Im April 1983 war er, damals beim Team von John Fitzpatrick unter Vertrag stehend, als Fahrer bei einem IMSA-GTP-Rennen (International Motor Sports Association-Grand Touring Prototype) auf dem Riverside International Raceway in Kalifornien vorgesehen, sagte allerdings ab. Seinen Platz nahm sein Landsmann Rolf Stommelen ein. Diesem brach dort wie schon 1975 beim Formel-1-Rennen in Spanien der Heckflügel seines Wagens, der sich daraufhin mehrfach überschlug. Kurz darauf erlag Stommelen seinen schweren Verletzungen.
1985 fuhr Mass für das Porsche-Werksteam einen der drei Porsche 959 bei der Rallye Dakar. Zusammen mit seinem Beifahrer Ekkehard Kiefer schied er jedoch durch einen Unfall vorzeitig aus.
1989 gewann Jochen Mass zusammen mit Manuel Reuter und Stanley Dickens in einem Sauber-Mercedes das 24-Stunden-Rennen von Le Mans. 1999 war er beim 24-Stunden-Rennen auf dem Nürburgring in einem Audi TT mit Straßenreifen am Start.

### Weitere Engagements
In den Jahren 1993 bis 1997 war Mass Co-Kommentator bei TV-Übertragungen der Formel 1 beim TV-Sender RTL, bevor er von Christian Danner in dieser Funktion abgelöst wurde. Zudem kommentierte er die Rennszenen für das offizielle Computerspiel zur Saison 1995 von Psygnosis. Öffentlich in Erscheinung trat Mass zudem als Fahrer von alten Rennwagen, etwa des Mercedes-Benz 300 SLR, bei den Neuauflagen der Mille Miglia oder beim internationalen Bergrennen Arosa ClassicCar. Im März 2007 moderierte er die Außenwette bei der Fernsehsendung „Wetten, dass..?“. Im Rahmen der 16. Ennstal-Classic, einer Rennveranstaltung für Oldtimer-Rennwagen, wählte der „Klub der ehemaligen Grand-Prix-Piloten der Formel 1“ Mass zu seinem Präsidenten.

## Persönliches
Jochen Mass wurde 1946 in Dorfen, etwa 45 km östlich von München, geboren. Als er acht Jahre alt war, starb sein Vater. Mit der Mutter und seiner älteren Schwester zog er nach Frankenthal bei Ludwigshafen. Von 1956 bis 1964 besuchte er das damalige Internat Ott-Heinrich-Stift in Mannheim, das er vorzeitig verließ, um Matrose der Handelsmarine zu werden. Sein Interesse am Motorsport entstand, als eine Freundin Streckenposten bei einem Bergrennen war. Um auch Rennen fahren zu können, begann er eine Ausbildung bei der Alfa-Romeo-Niederlassung Helmut Hähn in Mannheim, die einen eigenen Rennstall unterhielt.
Jochen Mass war verheiratet und hatte vier Kinder, zwei Söhne aus erster Ehe und zwei Töchter aus zweiter Ehe. Er lebte mit seiner Frau in Frankreich. Er starb am 4. Mai 2025 im Alter von 78 Jahren in Cannes an den Folgen eines im Februar 2025 erlittenen Schlaganfalls.

## Statistik
- 1973 Vizemeister Formel-2-Europameisterschaft

### Statistik in der Automobil-/Formel-1-Weltmeisterschaft
Diese Statistik umfasst alle Teilnahmen des Fahrers an der Formel-1-Weltmeisterschaft, die bis 1980 als Automobil-Weltmeisterschaft bezeichnet wurde.

#### Grand-Prix-Siege
- 1975  Großer Preis von Spanien (Barcelona)

#### Gesamtübersicht
| Saison | Team                          | Chassis           | Motor                    | Rennen | Siege | Zweiter | Dritter | Poles | schn. Runden | Punkte | WM-Pos. |
| ------ | ----------------------------- | ----------------- | ------------------------ | ------ | ----- | ------- | ------- | ----- | ------------ | ------ | ------- |
| 1973   | Team Surtees                  | Surtees TS14A     | Ford Cosworth DFV 3.0 V8 | 3      | –     | –       | –       | –     | –            | –      | 24.     |
| 1974   | Team Surtees                  | Surtees TS16      | Ford Cosworth DFV 3.0 V8 | 10     | –     | –       | –       | –     | –            | –      | 23.     |
| 1974   | Yardley Team McLaren          | McLaren M23       | Ford Cosworth DFV 3.0 V8 | 2      | –     | –       | –       | –     | –            | –      | 23.     |
| 1975   | Marlboro Team Texaco          | McLaren M23       | Ford Cosworth DFV 3.0 V8 | 14     | 1     | –       | 3       | –     | 1            | 20     | 8.      |
| 1976   | Marlboro Team Texaco          | McLaren M23 / M26 | Ford Cosworth DFV 3.0 V8 | 16     | –     | –       | 2       | –     | 1            | 19     | 9.      |
| 1977   | Marlboro Team Texaco          | McLaren M23 / M26 | Ford Cosworth DFV 3.0 V8 | 17     | –     | 1       | 1       | –     | –            | 25     | 6.      |
| 1978   | ATS Racing Team               | ATS HS1           | Ford Cosworth DFV 3.0 V8 | 10     | –     | –       | –       | –     | –            | –      | 24.     |
| 1979   | Warsteiner Arrows Racing Team | Arrows A1 / A2    | Ford Cosworth DFV 3.0 V8 | 13     | –     | –       | –       | –     | –            | 3      | 18.     |
| 1980   | Warsteiner Arrows Racing Team | Arrows A3         | Ford Cosworth DFV 3.0 V8 | 11     | –     | –       | –       | –     | –            | 4      | 17.     |
| 1982   | March Grand Prix Team         | March 821         | Ford Cosworth DFV 3.0 V8 | 9      | –     | –       | –       | –     | –            | –      | 28.     |
| Gesamt | Gesamt                        | Gesamt            | Gesamt                   | 105    | 1     | 1       | 6       | –     | 2            | 71     |         |

#### Einzelergebnisse
| Saison | 1   | 2   | 3   | 4   | 5   | 6   | 7   | 8   | 9   | 10  | 11  | 12  | 13  | 14  | 15  | 16  | 17 |
| ------ | --- | --- | --- | --- | --- | --- | --- | --- | --- | --- | --- | --- | --- | --- | --- | --- | -- |
| 1973   |     |     |     |     |     |     |     |     |     |     |     |     |     |     |     |     |    |
|        |     |     |     |     |     |     |     | DNF |     | 7   |     |     |     | DNF |     |     |    |
| 1974   |     |     |     |     |     |     |     |     |     |     |     |     |     |     |     |     |    |
| DNF    | 17  | DNF | DNF | DNF | DNS | DNF | DNF | DNF | 14  | DNF |     |     | 16  | 7   |     |     |    |
| 1975   |     |     |     |     |     |     |     |     |     |     |     |     |     |     |     |     |    |
| 14     | 3   | 6   | 1   | 6   | DNF | DNF | DNF | 3   | *7* | DNF | 4   | DNF | 3   |     |     |     |    |
| 1976   |     |     |     |     |     |     |     |     |     |     |     |     |     |     |     |     |    |
| 6      | 3   | 5   | DNF | 6   | 5   | 11  | 15  | DNF | 3   | 7   | 9   | DNF | 5   | 4   | DNF |     |    |
| 1977   |     |     |     |     |     |     |     |     |     |     |     |     |     |     |     |     |    |
| DNF    | DNF | 5   | DNF | 4   | 4   | DNF | 2   | 9   | 4   | DNF | 6   | DNF | 4   | DNF | 3   | DNF |    |
| 1978   |     |     |     |     |     |     |     |     |     |     |     |     |     |     |     |     |    |
| 11     | 7   | DNF | DNF | DNQ | 11  | 9   | 13  | 13  | NC  | DNF | DNQ | DNQ |     |     |     |     |    |
| 1979   |     |     |     |     |     |     |     |     |     |     |     |     |     |     |     |     |    |
| 8      | 7   | 12  | 9   | 8   | DNF | 6   | 15  | DNF | 6   | DNF | 6   | DNF | DNQ | DNQ |     |     |    |
| 1980   |     |     |     |     |     |     |     |     |     |     |     |     |     |     |     |     |    |
| DNF    | 10  | 6   | 7   | DNF | 4   | 10  | 13  | 8   | DNQ | DNS |     | 11  | DNF |     |     |     |    |
| 1982   |     |     |     |     |     |     |     |     |     |     |     |     |     |     |     |     |    |
| 12     | 8   | 8   |     | DNF | DNQ | 7   | 11  | DNF | 10  | DNF |     |     |     |     |     |     |    |

| Legende  | Legende            | Legende                                                          |
| Farbe    | Abkürzung          | Bedeutung                                                        |
| -------- | ------------------ | ---------------------------------------------------------------- |
| Gold     | –                  | Sieg                                                             |
| Silber   | –                  | 2. Platz                                                         |
| Bronze   | –                  | 3. Platz                                                         |
| Grün     | –                  | Platzierung in den Punkten                                       |
| Blau     | –                  | Klassifiziert außerhalb der Punkteränge                          |
| Violett  | DNF                | Rennen nicht beendet (did not finish)                            |
| Violett  | NC                 | nicht klassifiziert (not classified)                             |
| Rot      | DNQ                | nicht qualifiziert (did not qualify)                             |
| Rot      | DNPQ               | in Vorqualifikation gescheitert (did not pre-qualify)            |
| Schwarz  | DSQ                | disqualifiziert (disqualified)                                   |
| Weiß     | DNS                | nicht am Start (did not start)                                   |
| Weiß     | WD                 | zurückgezogen (withdrawn)                                        |
| Hellblau | PO                 | nur am Training teilgenommen (practiced only)                    |
| Hellblau | TD                 | Freitags-Testfahrer (test driver)                                |
| ohne     | DNP                | nicht am Training teilgenommen (did not practice)                |
| ohne     | INJ                | verletzt oder krank (injured)                                    |
| ohne     | EX                 | ausgeschlossen (excluded)                                        |
| ohne     | DNA                | nicht erschienen (did not arrive)                                |
| ohne     | C                  | Rennen abgesagt (cancelled)                                      |
| ohne     | keine WM-Teilnahme |                                                                  |
| sonstige | P/fett             | Pole-Position                                                    |
| sonstige | 1/2/3/4/5/6/7/8    | Punktplatzierung im Sprint-/Qualifikationsrennen                 |
| sonstige | SR/kursiv          | Schnellste Rennrunde                                             |
| sonstige | *                  | nicht im Ziel, aufgrund der zurückgelegten Distanz aber gewertet |
| sonstige | ()                 | Streichresultate                                                 |
| sonstige | unterstrichen      | Führender in der Gesamtwertung                                   |

### Le Mans-Ergebnisse
| Jahr | Team                          | Fahrzeug           | Teamkollege          | Teamkollege     | Platzierung | Ausfallgrund |
| ---- | ----------------------------- | ------------------ | -------------------- | --------------- | ----------- | ------------ |
| 1972 | Ford Deutschland              | Ford Capri 2600 RS | Hans-Joachim Stuck   |                 | Ausfall     | Ölpumpe      |
| 1978 | Martini Racing Porsche System | Porsche 936        | Jacky Ickx           | Henri Pescarolo | Ausfall     | Unfall       |
| 1981 | Porsche System Engineering    | Porsche 936/81     | Vern Schuppan        | Hurley Haywood  | Rang 12     |              |
| 1982 | Rothmans Porsche              | Porsche 956        | Vern Schuppan        |                 | Rang 2      |              |
| 1983 | Rothmans Porsche              | Porsche 956        | Stefan Bellof        |                 | Ausfall     | Motorschaden |
| 1985 | Rothmans Porsche              | Porsche 962C       | Jacky Ickx           |                 | Rang 10     |              |
| 1986 | Rothmans Porsche              | Porsche 962C       | Vern Schuppan        | Bob Wollek      | Ausfall     | Unfall       |
| 1987 | Rothmans Porsche              | Porsche 962C       | Vern Schuppan        | Bob Wollek      | Ausfall     | Motorschaden |
| 1989 | Team Sauber Mercedes          | Sauber C9          | Manuel Reuter        | Stanley Dickens | Gesamtsieg  |              |
| 1991 | Team Sauber Mercedes          | Mercedes-Benz C11  | Jean-Louis Schlesser | Alain Ferté     | Ausfall     | Motorschaden |
| 1995 | West Competition              | McLaren F1 GTR     | John Nielsen         | Thomas Bscher   | Ausfall     | Unfall       |

### Sebring-Ergebnisse
| Jahr | Team                    | Fahrzeug    | Teamkollege | Teamkollege | Platzierung | Ausfallgrund |
| ---- | ----------------------- | ----------- | ----------- | ----------- | ----------- | ------------ |
| 1985 | Busby Racing            | Porsche 962 | John Morton | Jim Busby   | Ausfall     | Unfall       |
| 1987 | Bayside Disposal Racing | Porsche 962 | Bobby Rahal |             | Gesamtsieg  |              |

### Einzelergebnisse in der Sportwagen-Weltmeisterschaft
| Saison | Team                                       | Rennwagen                            | 1   | 2   | 3   | 4   | 5   | 6   | 7   | 8   | 9   | 10  | 11  | 12  | 13  | 14  | 15  | 16  | 17  |
| ------ | ------------------------------------------ | ------------------------------------ | --- | --- | --- | --- | --- | --- | --- | --- | --- | --- | --- | --- | --- | --- | --- | --- | --- |
| 1972   | Ford Deutschland                           | Ford Capri                           | BUA | DAY | SEB | BRH | MON | SPA | TAR | NÜR | LEM | ZEL | WAT |     |     |     |     |     |     |
| 1972   | Ford Deutschland                           | Ford Capri                           |     |     |     |     |     |     |     | 7   | DNF |     |     |     |     |     |     |     |     |
| 1973   | Ford Deutschland                           | Ford Capri                           | DAY | VAL | DIJ | MON | SPA | TAR | NÜR | LEM | ZEL | WAT |     |     |     |     |     |     |     |
| 1973   | Ford Deutschland                           | Ford Capri                           |     |     |     | DNF |     |     |     |     |     |     |     |     |     |     |     |     |     |
| 1974   | Ford Deutschland                           | Ford Capri                           | MON | SPA | NÜR | IMO | LEM | ZEL | WAT | LEC | BRH | KYA |     |     |     |     |     |     |     |
| 1974   | Ford Deutschland                           | Ford Capri                           |     |     | DNF |     |     |     |     |     |     | 5   |     |     |     |     |     |     |     |
| 1975   | Gelo Racing Team Willi Kauhsen Racing Team | Gulf GR7 Alfa Romeo T33              | DAY | MUG | DIJ | MON | SPA | PER | NÜR | ZEL | WAT |     |     |     |     |     |     |     |     |
| 1975   | Gelo Racing Team Willi Kauhsen Racing Team | Gulf GR7 Alfa Romeo T33              |     | DNF |     | 20  |     | 1   | 6   |     |     |     |     |     |     |     |     |     |     |
| 1976   | Porsche                                    | Porsche 935 Porsche 936              | MUG | VAL | NÜR | MON | SIL | IMO | NÜR | ZEL | PER | WAT | MOS | DIJ | DIJ | SAL |     |     |     |
| 1976   | Porsche                                    | Porsche 935 Porsche 936              | 1   | 1   |     | 1   | 10  | 1   |     |     |     | 3   |     | 1   | 1   | 1   |     |     |     |
| 1977   | Porsche                                    | Porsche 935                          | DAY | MUG | DIJ | MON | SIL | NÜR | VAL | PER | WAT | EST | LEC | MOS | IMO | SAL | BRH | HOK | VAL |
| 1977   | Porsche                                    | Porsche 935                          | DNF | DNF |     |     | 1   | DNF |     |     | 1   |     |     |     |     |     | 1   |     |     |
| 1978   | Porsche                                    | Porsche 935 Porsche 936              | DAY | SEB | MUG | TAL | DIJ | SIL | NÜR | LEM | MIS | DAY | WAT | VAL | ROD |     |     |     |     |
| 1978   | Porsche                                    | Porsche 935 Porsche 936              |     |     |     |     |     | 1   |     | DNF |     |     |     |     |     |     |     |     |     |
| 1979   | Porsche                                    | Porsche 936                          | DAY | SEB | MUG | TAL | DIJ | RIV | SIL | NÜR | LEM | PER | DAY | WAT | SPA | BRH | ROA | VAL | ELS |
| 1979   | Porsche                                    | Porsche 936                          |     |     |     | DNF |     |     |     |     |     |     |     |     |     |     |     |     |     |
| 1980   | Zakspeed Kredietbank Racing                | Ford Capri Audi 80                   | DAY | BRH | SEB | MUG | MON | RIV | SIL | NÜR | LEM | DAY | WAT | SPA | MOS | ROA | VAL | DIJ |     |
| 1980   | Zakspeed Kredietbank Racing                | Ford Capri Audi 80                   |     |     |     |     |     |     |     | DNF |     |     |     | DNF |     |     |     |     |     |
| 1981   | Joest Racing Momo Reinhold Joest Porsche   | Porsche 935 Porsche 908 Porsche 936  | DAY | SEB | MUG | MON | RIV | SIL | NÜR | LEM | PER | DAY | WAT | SPA | MOS | ROA | BRH |     |     |
| 1981   | Joest Racing Momo Reinhold Joest Porsche   | Porsche 935 Porsche 908 Porsche 936  | DNF |     |     |     | 14  | DNF | 2   | 12  |     |     |     |     |     |     |     |     |     |
| 1982   | Porsche                                    | Porsche 956                          | MON | SIL | NÜR | LEM | SPA | MUG | FUJ | BRH |     |     |     |     |     |     |     |     |     |
| 1982   | Porsche                                    | Porsche 956                          |     |     |     | 2   | 1   |     | 1   |     |     |     |     |     |     |     |     |     |     |
| 1983   | Porsche                                    | Porsche 956                          | MON | SIL | NÜR | LEM | SPA | FUJ | KYA |     |     |     |     |     |     |     |     |     |     |
| 1983   | Porsche                                    | Porsche 956                          | 2   | DNF | 1   | DNF | 1   | 2   | 3   |     |     |     |     |     |     |     |     |     |     |
| 1984   | Porsche Joest Racing                       | Porsche 956                          | MON | SIL | LEM | NÜR | BRH | MOS | SPA | IMO | FUJ | KYA | SAN |     |     |     |     |     |     |
| 1984   | Porsche Joest Racing                       | Porsche 956                          | 2   | 1   |     | 7   | 2   | 1   | 2   | 3   | 2   |     | 2   |     |     |     |     |     |     |
| 1985   | Porsche                                    | Porsche 962                          | MUG | MON | SIL | LEM | HOK | MOS | SPA | BRH | FUJ | SEL |     |     |     |     |     |     |     |
| 1985   | Porsche                                    | Porsche 962                          | 1   | 4   | 1   | 10  | DNF | 2   | DNF | 2   | DNF | 1   |     |     |     |     |     |     |     |
| 1986   | Porsche                                    | Porsche 962                          | MON | SIL | LEM | NÜN | BRH | JER | NÜR | SPA | FUJ |     |     |     |     |     |     |     |     |
| 1986   | Porsche                                    | Porsche 962                          | 6   | DNF | DNF |     |     | DNF | 7   |     |     |     |     |     |     |     |     |     |     |
| 1987   | Porsche Brun Motorsport                    | Porsche 962                          | JAR | JER | MON | SIL | LEM | NÜN | BRH | NÜR | SPA | FUJ |     |     |     |     |     |     |     |
| 1987   | Porsche Brun Motorsport                    | Porsche 962                          |     | DNF | 6   | 4   | DNF | 2   | 5   | 3   | 3   | 4   |     |     |     |     |     |     |     |
| 1988   | Sauber                                     | Sauber C9                            | JER | JAR | MON | SIL | LEM | BRÜ | BRH | NÜR | SPA | FUJ | SAN |     |     |     |     |     |     |
| 1988   | Sauber                                     | Sauber C9                            | 1   |     | 2   | 2   |     | 1   | DNF | 1   | 3   | 4   | 1   |     |     |     |     |     |     |
| 1989   | Sauber                                     | Sauber C9                            | SUZ | DIJ | JAR | BRH | NÜR | DON | SPA | MEX |     |     |     |     |     |     |     |     |     |
| 1989   | Sauber                                     | Sauber C9                            |     | 2   | 1   | 3   | 1   | 1   | DNF | 1   |     |     |     |     |     |     |     |     |     |
| 1990   | Sauber                                     | Sauber C9 Mercedes-Benz C11          | SUZ | MON | SIL | SPA | DIJ | NÜR | DON | MOT | MEX |     |     |     |     |     |     |     |     |
| 1990   | Sauber                                     | Sauber C9 Mercedes-Benz C11          | 2   | 2   |     | 1   | 2   | 2   | 2   | 9   | 1   |     |     |     |     |     |     |     |     |
| 1991   | Sauber                                     | Mercedes-Benz C11 Mercedes-Benz C291 | SUZ | MON | SIL | LEM | NÜR | MAG | MEX | AUT |     |     |     |     |     |     |     |     |     |
| 1991   | Sauber                                     | Mercedes-Benz C11 Mercedes-Benz C291 | 2   | 3   | 4   | DNF | DNF | DNF | DNF | 5   |     |     |     |     |     |     |     |     |     |